# Михаил Бакунин
Михаил Александрович Бакунин (на руски: Михаи́л Алекса́ндрович Баку́нин) е руски революционер, теоретик на анархизма, един от идеолозите на народничеството.

## Биография
Роден е през 1814 г. в аристократично семейство. Завършва Военната академия в Санкт Петербург. До 1835 г. е на военна служба, след което учи философия, превежда на руски Йохан Готлиб Фихте, Георг Вилхелм Фридрих Хегел и други философи. През 1842 г. заминава за Германия, а впоследствие – за Франция и Швейцария.
Участник в революциите (1848) в Западна Европа; предаден от австрийските власти на руското правителство (1851) и затворен в Петропавловската крепост. През 1857 е изпратен на каторга в Сибир; избягва през Япония и САЩ в Лондон (1861); сътрудничи на А. И. Херцен. Създава в Женева (1868) Алианс на социалистическата демокрация. Член на I интернационал (1864); изключен през 1872 за разколническа дейност. Обявява се против марксическото учение за социалистическата революция и диктатурата на пролетариата, против одържавяването. Критикува „държавния социализъм“, предсказва много от недостатъците на реалния социализъм.
Автор е на „Държавност и анархия“.

## Живот и дело
Михаил Александрович Бакунин е основна фигура в анархизма и един от създателите на социално-анархистката традиция. Огромният престиж на Бакунин като активист го прави един от най-известните идеолози в Европа, който добива съществено влияние сред радикалите от цяла Русия и Европа.
Бакунин израства в Пямукино, където се мести, за да учи философия, и където започва да чете френските енциклопедисти. Силно повлиян е от философията на Фихте. След това Бакунин се потопява в работите на Хегел, най-влиятелния мислител сред германските интелектуалци по онова време. Бакунин прегръща хегелизма, дълбоко впечатлен от най-известната максима на Хегел: „Всичко, което съществува е рационално.“ През 1840 г. Бакунин пътува до Санкт Петербург и Берлин с намерение да се подготви за професура по философия или история в Московския университет. През 1842 г. се мести от Берлин в Дрезден. Накрая се мести в Париж, където се запознава с Прудон и Маркс.
Нарастващият у Бакунин радикализъм, включващ непоколебима опозиция на империализма в Източна и Централна Европа, променя живота му, слагайки край на надеждите за професионална кариера. Депортиран е от Франция за говорене срещу агресията на Русия в Полша. През 1849 г. Бакунин е задържан в Дрезден заради участието си в Чешкото въстание от 1848 г. и е върнат в Русия, където е затворен в Петропавловската крепост в Санкт Петербург. Остава там до 1857 г., когато е заточен в работнически лагер в Сибир. Успява да избяга в Япония, после се мести в САЩ, накрая се установява за кратко в Лондон. През 1863 г. напуска Лондон, за да се включи във въстанието в Полша, но не успява да стигне до целта си, вместо това прекарва известно време в Швейцария и Италия.
През 1865 г. Бакунин се присъединява съм социалистическата Интернационална асоциация на работниците – федерация на търговски обединения и работнически организации, която има секции в много европейски страни, както и в Латинска Америка, а от 1872 г. също в Северна Африка и Близкия изток. Учението на Бакунин бързо се разпростира, особено в Испания, където се намира най-голямата секция на Интернационала по това време. През 1872 г. конгресът на Интернационала в Хага е доминиран от битката между Маркс и неговите последователи, които разискват използването на държавата за осъществяването на социализма, и анархистката фракция на Бакунин, която подкрепя заместването на държавата от федерации със самоуправляващи се работни места и комуни. Бакунин не успява да вземе участие в конгреса, защото не успява да стигне до Холандия. Фракцията му губи спора и Бакунин е изключен за предполагаемо поддържане на тайна организация в самия Интернационал.
Анархистите настояват, че конгресът е непредставителен и е превишил правата си; провеждат конкурентна конференция на Интернационала в Сейнт Имиер в Швейцария през 1872. Този конкурентен конгрес не признава решенията на срещата в Хага, в това число изключването на Бакунин. Голяма част от международните секции на Интернационала се присъединяват към конференцията в Сейнт Имиер. Далеч по-големият Бакунинстки интернационал надживява своя по-малък марксистки съперник, който е изолиран в Ню Йорк. В Интернационала, също както и в неговите текстове, Бакунин представя основните идеи на синдикализма и на анархизма, като развива и основния анализ и стратегия на анархизма. На този етап изоставя антиимпериалистичния национализъм, който подкрепя в своята младост.
Бакунин умира на 1 юли 1876 г. на 62 години в Берн, Швейцария.

## Политическа философия и мисъл
Политическите убеждения на Бакунин отхвърлят етатистките и йерархични системи на властта под всякакво име и форма, от идеята за Бог надолу, и всяка форма на йерархична власт, независимо дали произхожда от волята на суверена или дори от държава, която позволява всеобщо избирателно право. Той пише в „Бог и държавата“:
„Свободата на човека се състои единствено в това, че той се подчинява на законите на природата, защото той самият се припознава в тях, а не защото те са наложени върху него отвън от каквато и да е чужда воля, човешка или божествена, колективна или индивидуална.“
Бакунин по подобен начин отхвърля идеята за всяка привилегирована позиция или класа, докато социалното и икономическото неравенство се подразбира от класовите системи (също и от системи на национално и полово потисничество) като несъвместимо с индивидуалната свобода. Вземайки предвид, че либерализмът настоява, че свободните пазари и конституционни правителства позволяват индивидуалната свобода, Бакунин настоявя, че както капитализма, така и държавата, под всякаква форма, са несъвместими с индивидуалната свобода на работническата класа и селяните.
Това е особеността на привилегията и на всяка привилегирована позиция – да убие интелекта и сърцето на човека. Привилегированият човек, независимо дали е привилегирован политически или икономически, е човек, покварен в интелекта и сърцето.
Политическите убеждения на Бакунин стават основа за няколко взаимосвързани концепции:
1. свобода;
2. социализъм;
3. федерализъм;
4. антитеизъм;
5. материализъм.

Той също така развива критика на марксизма, като прогнозира, че ако марксистите са успешни в завзмемането на властта, те ще създадат партийна диктатура „още по-опасна, защото фиктивно ще изглежда като израз на народната воля.“ 
“Когато хората са бити с пръчка, те не са много по-щастливи, ако пръчката се нарича „народна пръчка „.“ – Михаил Бакунин, Етатизъм и анархия 1873

## Власт и свободомислие
На въпроса дали отхвърля всяка власт, Бакунин отговаря следното: „Такава мисъл е далеч от мен. Що се отнася до обувките, обръщам се към авторитета на обущар; относно къщи, канали и жп линии се консултирам с архитект или инженер. За определени специални знания се обръщам към определен учен. Но не позволявам нито на обущаря, нито на архитекта, нито на учения да наложат властта си върху мен. Аз ги слушам свободно и с цялото си уважение, което заслужават тяхната интелигентност, характерът им, техните знания, но винаги запазвам неоспоримото си право на критика и недоверие. Не се задоволявам с консултация само с един авторитет относно който и да е специфичен отрасъл. Консултирам се с неколцина – сравнявам техните мнения, и избирам това, което ми се струва най-добро. Но не приемам непогрешим авторитет дори относно специалните въпроси. Каквото и отношение да имам към честността и искреността на определен човек, аз нямам абсолютна вяра в никого.“
„Ето защо не съществува фиксиран, постоянен авторитет, а непрекъснат обмен на взаимна, временна и преди всичко доброволна власт и подчинение. Същата тази причина ми забранява да призная фиксирана, постоянна и универсална власт, защото няма универсален човек, никой не е способен да овладее всички детайли, без които прилагането на науката към живота е невъзможно, на всички науки, на всички клонове на социалния живот.“

## Борба срещу религията
Според политическия философ Карл Шмит „в сравнение с по-късните анархисти, Прудон е моралистичен дребен буржоа, който продължава да се осланя на авторитета на бащата и на принципа на моногамното семейство. Бакунин е първият, който дава на борбата срещу богословието пълноценен и последователен абсолютен натурализъм... За него следователно няма нищо отрицателно, нищо зло освен богословската доктрина за Бога и греха, която заклеймява човека като злодей, за да осигури претекст за господството и властолюбието.“
Бакунин смята, че религията произхожда от човешката способност за абстрактно мислене и фантазиране. Според него религията се крепи на индоктринирането и конформизма. Друг фактор за оцеляването на религията е съществуването на бедност, страдание и експлоатация, спасение от които религията обещава в отвъдния свят. Потисниците се възползват от религията, защото множество религиозни хора се примиряват с несправедливостите на земята срещу обещанието за щастие на небето.
Бакунин твърди, че потисниците получават власт от религията. Религиозните хора в много случаи са покорни на свещениците, защото вярват, че твърденията на свещениците се основават на пряко божествено откровение или писание. Вярващите приемат за свой нравствен дълг послушанието към божественото откровение или писание, защото смятат Бога за всезнаещ и всемогъщ. Всяко твърдение, което се смята за получено от непогрешим Бог, не може да бъде критикувано от хората. Според този религиозен начин на мислене хората не могат сами по себе си да разберат доброто, а само Бог решава кое е правилно и кое е грешно. Хората, които не се подчиняват на Божиите пратеници, са заплашени с наказание в ада.
Според Бакунин алтернативата на религиозната монополна власт е признанието, че всички хора са еднакво вдъхновени от Бога, но това означава, че няколко противоречиви учения се позовават на непогрешим Бог, което е логически невъзможно. Ето защо Бакунин смята религията за задължително авторитарна.
В книгата си „Бог и държавата“ Бакунин заявява, че „идеята за Бог предполага абдикацията на човешкия разум и справедливост. Това е най-решаващото отрицание на човешката свобода и непременно завършва с поробването на човечеството, на теория и на практика.“ Известния афоризъм на Волтер, че ако Бог не съществува, трябва да бъде измислен, Бакунин преобръща по следния начин: „Ако Бог наистина съществува, трябва да бъде премахнат.“
Бакунин е един от първите, които изследват влиянието на богословските понятия и начини на мислене върху политическите, социалните, икономическите и културните дискурси („Политическата теология на Мацини и Интернационала“).

## Стратегия за класова война за социална революция
Методите на Бакунин за реализиране на неговата революционна програма са съобразени с принципите му. Работническата класа и селяните трябва да се организират от долу, чрез местни структури взаимосвързани с федералистка основа, „създавайки не само идеите, но също така и действителността на бъдещето.“ Техните движения трябва да си представят предварително бъдещето, в техните идеи и практики, създавайки градивните елементи на новото общество.
Този подход е илюстриран от синдикализъм, анархистка стратегия подкрепена от Бакунин, според която синдикатите трябва да предоставят и двете – идеята да защитават и подобряват условията, правата и доходите на работниците в настоящето, както и основата за социална революция на базата на окупации на работното място. Синдикатите трябва да организират окупациите, също така да установят радикалните демократични структури, чрез които работните места ще бъдат самостоятелно организирани, и по-голямата икономика ще бъде координирана. По този начин, за Бакунин, синдикатите ще „вземат контрол над всички инструменти за производство, както и над сградите и капитала.“
Бакунин не ограничава революцията единствено до синдикалните съюзи, също така подчертава необходимостта да се организират кварталите на работническата класа, както и безработните. В същото време, селяните трябва да „завземат земята и да изхвърлят тези собствениците, които живеят от труда на другите.“ Бакунин не отхвърля квалифицираните работници, както понякога се твърди. Всъщност, часовникари от региона Юра седят в основата на създаването и дейността на Интернационала Св. Имиер. Въпреки това, във време, когато профсъюзите до голяма степен игнорират неквалифицираните, Бакунин поставя ударението върху необходимостта да се организират „тълпата“, „най-големите маси на бедните и експлоатирани, така наречения „лумпенпролетариат“, за да „осветят и да доведат до триумф социалната революция.“

## Колективистичен анархизъм
Социализмът на Бакунин е известен като „колективистичен анархизъм“, където „социално: той търси потвърждаване на политическото равенство с икономическо такова. Това не е премахване на естествените индивидуални различия, а равенство в социалните права на всеки човек от раждането. По-специално, равни средства за издръжка, подкрепа, образование, и възможност за всяко дете, момче или момиче, до настъпване на пълнолетие, както и равни ресурси и възможности в зряла възраст, за да създаде свое собствено благосъстояние чрез труда си.“
Колективистичният анархизъм застъпва премахването както на държавата, така и на частната собственост върху средствата за производство. Той вместо това предвижда средствата за производство да бъдат колективна собственост и да бъдат контролирани и управлявани от самите производители. За колективизацията на средствата за производство, първоначално е предвидено, че работниците ще се разбунтуват и насилствено ще ги колективизират. След като колективизацията е извършена, парите ще бъдат премахнати, за да бъдат заменени с работнически бележки, а заплатите на работниците ще бъдат определяни в демократични организации, основаващи се на трудност на работата, както и на времето с което работниците са допринесли за производството. Тези заплати ще бъдат използвани за закупуване на стоки в общински пазар.

## Критика на марксизма
Спорът между Михаил Бакунин и Карл Маркс подчертава различията между анархизма и марксизма. Бакунин категорично отхвърля концепцията на Маркс за диктатурата на пролетариата – концепция, която авангардът на социализма, включително ленинизмът, по-късно използва, за да оправдае еднопартийното управление. Бакунин настоява, че революциите трябва да бъдат водени пряко от хората, докато всеки „просветен елит“ трябва да упражнява само влияние, оставайки „невидим ... не изложен пред всеки... лишен от всички официални права и значение“. Настоява, че държавата трябва да бъдат премахната веднага, защото всички форми на управление в крайна сметка водят до потисничество. 
В съчинението „Етатизмът и анархизмът“ Михаил Бакунин заявява: „Те (марксистите) твърдят, че само диктатура – тяхната диктатура, разбира се, може да изрази волята на народа, а нашият отговор на това е: Диктатурата не може да има друга цел освен самоподдържане и тя може да роди само робство у хората, които я толерират. Свободата може да бъде създадена само от свобода, от универсален бунт от страна на част от хората и свободна организация на трудещите се маси отдолу нагоре.“
Ние сме убедени, че свобода без социализъм е привилегия и несправедливост и че социализъм без свобода е робство и бруталност. (Михаил Бакунин, „Федерализъм, социализъм, антитеологизъм“, 1867 г.)
Макар че марксистите и социалните анархисти споделят една и съща крайна цел – създаването на свободно, егалитарно общество без социални класи и правителство, те категорично не са на едно мнение за това как да се постигне тази цел. Анархистите смятат, че безкласово общество без държава трябва да се установи чрез пряко действие на масите, като кулминацията е социална революция, и отричат всеки междинен етап като диктатурата на пролетариата, защото смятат, че такава диктатура ще се превърне в самоподдържащ се фундамент. Според Бакунин основното противоречие на марксизма е, че „анархизмът или свободата са цел, а държавата и диктатурата са средствата и по този начин, за да се освободят масите, те първо трябва да бъдат поробени.“
За срещата си с Маркс през 1844 г. Бакунин пише:
„Що се отнася до учението, Маркс беше и все още е несравнимо по-напреднал от мен. Аз не знаех нищо по това време за политическата икономия, аз все още не съм се отървал от метафизичните си наклонности... Той ме нарече сантиментален идеалист и беше прав. Аз го нарекох лъжлив, коварен и хитър човек и също бях прав.“
Бакунин намира икономическия анализ на Маркс за много полезен и започва да превежда „Капиталът“ на руски. На свой ред Маркс пише на бунтовниците от въстанието в Дрезден от 1848 г., че „в руския бежанец Михаил Бакунин са открили способен и уравновесен лидер.“ Маркс пише на Енгелс за срещата с Бакунин през 1864 г. след бягството му от Сибир: „Като цяло той е един от малкото хора, които не намирам, че са претърпели регенерация след 16 години, но трябва да се развиват занапред.“
Бакунин понякога е бил наричан първият теоретик на „новата класа“, в смисъл на „класа“ от интелектуалци и бюрократи, която привидно работи за държавата в името на народа или на пролетариата, но в действителност само за собствените си интереси. На този упрек Бакунин отговаря, че „държавата винаги е била патримониум на някоя привилегирована класа: църквата, аристокрацията или буржоазията. И най-накрая, когато всички други класи са се изчерпали, държавата се превръща в патримониум на бюрокрацията, а след това се срутва – или, ако щете, се издига до позицията на една машина.“

## Федерализъм
Под федерализъм Бакунин разбира организацията на обществото „от основата към върха, от периферията към центъра и в съответствие с принципите на свободното сдружаване и федерацията.“ Следователно обществото трябва да бъде организирано „въз основа на абсолютна свобода на индивидите, на производствените сдружения и на общините, като всеки човек, всяко сдружение, всяка община, всеки район, всеки народ ще имат абсолютното право на самоопределение, да се сдружават или не, да се съюзяват с когото пожелаят.“

## Свобода
Под свобода Бакунин разбира не абстрактен идеал, а конкретна реалност на базата на равна свобода на другите. В положителен смисъл свободата се състои от „най-пълно развитие на всички възможности и права на всяко човешко същество чрез образование, научно обучение и  материално благосъстояние.“ Такава концепция за свободата е „крайно социална, тъй като тя може да бъде реализирана само в обществото“, не в изолация. В отрицателен смисъл свободата е „бунтът на индивида срещу всяка божествена, колективна или индивидуална власт.“

## Материализъм
Бакунин отрича религиозните концепции за природата и се застъпва за материалистическото обяснение на природните явления: „Проявите на органичен живот, химичните свойства и реакции, електричеството, светлината, топлината и естественото привличане на физичните тела представляват, по мое мнение, много различни, но не по-малко тясно свързани помежду си разновидности на тази съвкупност от действителни обекти, която наричаме материя.“ („Избрани съчинения“, страница 219). „Мисията на науката е да установи основните закони на явленията от физичния и социалния свят чрез наблюдение на реалните факти и общите отношения на протичащите процеси.“
Материализмът на Бакунин се различава от материализма на Маркс по това, че подчертава значението на неикономическите фактори в човешките дела, включително идеите и културата.

## Революционният потенциал на пролетариата срещу този на лумпенпролетариата и селяните
Бакунин има различно мнение, в сравнение с Маркс, за революционния потенциал на пролетариата и лумпенпролетариата. Двамата са съгласни, че пролетариатът трябва да играе ключова роля, но за Маркс пролетариатът е изключително, водещо революционно средство, докато Бакунин одобрява възможността селяните и дори лумпенпролетариатът (безработните, престъпниците и т.н.) да се включи в процеса. Бакунин „смята интеграцията на работниците в капитала за разрушителна за повечето основни революционни сили. За Бакунин революционният архитип се намира в селската среда (която е представена с дългогодишни въстанически традиции, точно както комунистическият архитип в настоящата си социална форма – селската комуна) и сред образованите безработни младежи, разнородни маргинали от всички класи, разбойници, крадци, бедните маси, както и тези по периферията на обществото, които са избягали, били са изключени или все още не са успешно интегрирани в дисциплината на нововъзникващата промишлена среда... накратко, всички онези, които Маркс иска да включи в категорията лумпенпролетариат.“

## Влияние
Бакунин е запомнен като основна фигура в историята на анархизма и като противник на марксизма, особено на идеята за диктатура на пролетариата на Маркс, и за неговите прогнози, че марксистките режими ще бъдат еднопартийни диктатури над пролетариата, а не управления на пролетариата като такъв. „Бог и държавата“ е преведена на няколко пъти от други анархисти, като Бенджамин Тъкър, Мари Ле Компт, и Ема Голдман, и продължава да има влияние върху съвременните анархисти, като Ноам Чомски. Биографът на Бакунин Марк Лейеи твърди, че „Бакунин има значително влияние върху по-късните мислители, като се започне от Пьотър Кропоткин и Ерико Малатеста, и се стигне до испанските анархисти в гражданската война, до Херберт Маркузе, E.P. Томпсън, Нийл Постман, за да се стигне до анархистите в днешни дни, които се събират под знамето на „антиглобализацията.“. Накратко, Бакунин е имал голямо влияние върху работническите, селските и левите движения, въпреки че това е засенчено от възхода на марксистките режими от 1920 г. натам. С разпадането на тези режими – и нарастващото осъзнаване на това как тясно тези режими са съответствали на диктатурите, които Бакунин прогнозира – идеите му бързо се утвърждават сред активистите, в някои случаи отново засенчвайки марксизма. 

## Биобиблиография
1. Адолф Ге Рейхел, Александър Карелин, Аполон Александрович. Михаил Александрович Бакунин. Прев. П. Кълев. Пловдив : Група за разпространение на безвластническите идеи, 1923 (Пловдив : Бр. Йонови). 56 с.
2. God and the State, Michael Bakunin, 1882
3. Michael Bakunin: Selected Writings, 1973

## Издания
- Михаил Бакунин. Парижката комуна и понятието за държавата. Велико Търново, 1908 г.
- Михаил Бакунин. Бог и държава. Русе, 1914 г.
- Михаил Бакунин. За патриотизма 1868 г. : Писма до членовете на Инт.[ернац.] раб. асоциация. Враца, 1927 г.
- Михаил Бакунин и Августин Зухи. Организация и политика на Интернационала : A.I.T. 1866 – 1922. Враца, 1927 г.
- Михаил Бакунин. Федерализъм, социализъм и антитеологизъм. Враца, 1928 г.
- Михаил Бакунин – „Избрани страници за и от него“, Cофия, „Шрапнел“, 2004 г.
- Михаил Бакунин. Държавност и анархия. София, „Изток-Запад“, 2011 г.

## Изследвания
- Ермаков, В. Д. Анархизм в истории России. От истоков к современности. Библиографический словарь-справочник. СПб., „Соларт“, 2007 г.
- Бакуниновата теория и практика на Социалната революция, Георги Константинов, издателство „Шрапнел“, София, 2014 г.
- Михаил Бакунин. Апостол на свободата, философ и революционер Архив на оригинала от 2017-02-23 в Wayback Machine., проф. Борис Чендов и д-р Тошка Михайлова, издателство „Асеневци“, 2014 г.